# Penny Singleton
Pour les articles homonymes, voir Singleton.
Penny Singleton est une actrice américaine née le 15 septembre 1908 à Philadelphie (Pennsylvanie) et morte le 12 novembre 2003 à Sherman Oaks (Californie). Elle est surtout connue pour son rôle de Blondie qu'elle a joué dans vingt-huit films, de 1938 à 1950, inspirés de la bande dessinée du mème nom.

## Biographie
Elle est la fille d'un journaliste irlando-américain, Benny McNulty, qui l'a surnommée "Penny" parce qu'elle était « aussi brillante qu'un penny ».
Elle commence sa carrière dans l'Industrie du spectacle alors qu'elle est enfant : à huit ans, elle chante lors des entr'actes dans un cinéma à l'époque des films muets et fait une tournée avec un numéro de vaudeville. Elle a chanté et dansé avec l'acteur Milton Berle, qu'elle connaît depuis l'enfance, ainsi qu’avec l'acteur Gene Raymond. Elle se produit à Broadway dans le show de Jack Benny, The Great Temptations, ainsi que dans les boîtes de nuit, et fait des tournées itinérantes de pièces de théâtre et de pièces musicales.

## Filmographie

### Cinéma
- 1930 : Bonnes Nouvelles (Good News) : Flo
- 1930 : Love in the Rough : Virgie Wilson
- 1936 : Nick, gentleman détective (After the thin Man) de W. S. Van Dyke : Polly
- 1937 : Vogues 1938 (Vogues of 1938) : Miss Violet Sims
- 1937 : Sea Racketeers : Florence Riley
- 1938 : Swing Your Lady : Cookie Shannon
- 1938 : Outside of Paradise : Colleen Kerrigan
- 1938 : Les hommes sont si bêtes (Men Are Such Fools) de Busby Berkeley : Nancy Grohl
- 1938 : Menaces sur la ville (Racket Busters) : Gladys
- 1938 : Mr. Chump : Betty Martin
- 1938 : Le Vantard (Boy Meets Girl) de Lloyd Bacon : Peggy
- 1938 : Les Secrets d'une actrice (Secrets of an Actress) : Miss Reid
- 1938 : Campus Cinderella (Court-métrage) : Marge Stanhope
- 1938 : Une nuit de gala (Garden of the Moon) : Miss Calder
- 1938 : Miss Manton est folle (The Mad Miss Manton) : Frances Glesk
- 1938 : Une enfant terrible (Hard to Get) : Hattie
- 1938 : Blondie : Blondie Bumstead
- 1939 : Ma femme et mon patron (Blondie Meets the Boss) : Blondie Bumstead
- 1939 : Blondie Takes a Vacation : Blondie Bumstead
- 1939 : Blondie Brings Up Baby : Blondie Bumstead

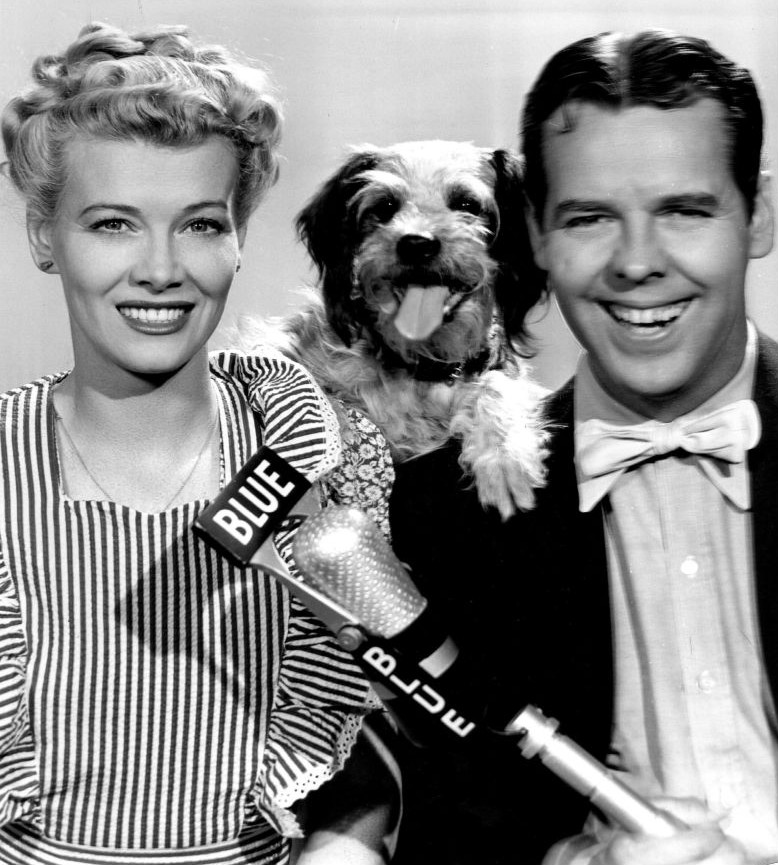
Penny Singleton et Arthur Lake dans Blondie.

- 1940 : Blondie on a Budget : Blondie Bumstead
- 1940 : Blondie Has Servant Trouble : Blondie Bumstead
- 1940 : Blondie Plays Cupid : Blondie Bumstead
- 1941 : Blondie Goes Latin : Blondie Bumstead
- 1941 : Blondie in Society : Blondie Bumstead
- 1941 : Go West, Young Lady : Belinda Pendergast
- 1942 : Blondie Goes to College : Blondie Bumstead
- 1942 : Blondie's Blessed Event : Blondie Bumstead
- 1942 : Blondie for Victory : Blondie Bumstead
- 1943 : It's a Great Life : Blondie Bumstead
- 1943 : Footlight Glamour : Blondie Bumstead
- 1945 : Leave It to Blondie : Blondie Bumstead
- 1945 : Life with Blondie : Blondie Bumstead
- 1946 : L'Esclave du souvenir (Young Widow) : Peg Martin
- 1946 : Blondie's Lucky Day : Blondie Bumstead
- 1946 : Blondie Knows Best : Blondie Bumstead
- 1947 : Blondie's Big Moment : Blondie Bumstead
- 1947 : Blondie's Holiday : Blondie Bumstead
- 1947 : Blondie in the Dough : Blondie Bumstead
- 1947 : Blondie's Anniversary : Blondie Bumstead
- 1948 : Blondie's Reward : Blondie Bumstead
- 1948 : Blondie's Secret : Blondie Bumstead
- 1949 : Blondie's Big Deal : Blondie Bumstead
- 1949 : Blondie Hits the Jackpot : Blondie Bumstead
- 1950 : Blondie's Hero : Blondie Bumstead
- 1950 : Beware of Blondie : Blondie Bumstead

### Télévision
- 1950 : Pulitzer Prize Playhouse (Série TV) : Wilhelmina
- 1962-1987 : Les Jetsons (The Jetsons) (Série TV) : Jane Jetson (Voix)
- 1963 : Les Aventuriers du Far West (Death Valley Days) (Série TV) : Maggie Franklin
- 1964 : La Quatrième Dimension (The Twilight Zone) (Série TV) : épisode Chut ! (Sounds and Silences) de Richard Donner (saison 5, épisode 27) : Mme Flemington
- 1985 : Arabesque (Murder, She Wrote)  (Série TV) : Tante Mildred